# لانرک (ایلینوی)
لانرک، ایلینوی (به انگلیسی: Lanark, Illinois) یک شهر در ایالات متحده آمریکا با جمعیت ۱٬۴۵۷ نفر است که در ایلی‌نوی واقع شده‌است.